# Pont de Borito
El Pont de Borito és una obra de Lladorre (Pallars Sobirà) protegida com a Bé Cultural d'Interès Local.

## Descripció
El pont de Borito està situat dins el terme del poble de Lladorre, partida de la coma de Borito, que pertany al municipi de Lladorre. Des de Lladorre s'accedeix al pont de Borito seguint el camí vell de Lladorre a Tavascan que surt del poble de Lladorre pel nord seguint la riba esquerra del riu Cardós una vegada creuat el pont el camí continuava per la Riba dreta del riu fins al poble de Tavascan, actualment aquesta part del camí està substituïda per la carretera que porta a Tavascan. El pont de Borito formava part de l'antic camí que recorria la vall.
Pont d'un sol arc de mig punt lleugerament rebaixat sobre la Noguera de Lladorre, assentat directament a la roca a ambdues. L'arcada és formada per primes i llargues dovelles sense enquadrar de pedra pissarrosa lligada amb calç. L'aparell és irregular. El terra és a doble vessant fet de còdols de riu. Té una longitud total de 7,40 metres i l'amplada és de 2,40 metres. La sola del pont té un gruix de 50 centímetres i fins al nivell usual de l'aigua hi ha uns 5 metres.

## Història
El pont de Borito construït per travessar el riu Cardós té el seu origen en època romànica, cronològicament segurament correspon a un moment tardà dins l'època romànica, entre els segles xiii i xiv. Des d'aquesta època segurament ha estat reparat però sense desvirtuar el seu aspecte original.